# Heliconia fernandezii
Heliconia fernandezii är en enhjärtbladig växtart som beskrevs av Abalo och G.Morales. Heliconia fernandezii ingår i släktet Heliconia och familjen Heliconiaceae. Inga underarter finns listade.